# シャヴニク
シャヴニク（モンテネグロ語:Шавник、Šavnik、発音: [ʃǎv̞niːk]）とは、モンテネグロの都市である。

## 歴史
シャヴニクは1861年に建造されたモンテネグロ国内でも比較的新しい都市で、地域の農夫に要された当時のモンテネグロ公国内の職人が移住し、郵便局、学校、簡易裁判所、駐屯所を設けたのが始まりである。
ユーゴスラビア社会主義連邦共和国時代に整備された道路や鉄道のほとんどがシャヴニクを通らないものであったため、社会主義体制崩壊後の経済は停滞し、人口も少しずつ減少している。多くの人口が南隣のニクシッチやモンテネグロ南部へと流出し、シャヴニクは貧困の街となっている。しかしコトルからニクシッチ、シャヴニクを経てジャブリャクへ至る道路の整備計画があり、整備された場合、停滞した経済に対する打開策となる可能性がある。

## 人口
市中心部の人口
- 1981年3月3日 - 633
- 1991年3月3日 - 821
- 2003年11月1日 - 570

2003年の民族構成
- モンテネグロ人：336人
- セルビア人：171人
- その他：63人

市全体の民族構成
- セルビア人：1,398人（47.44%）
- モンテネグロ人：1,380人（46.83%）
- ユーゴスラビア人：16人（0.54%）
- その他：153人（5.19%）

## 交通
ニクシッチとジャブリャクを結ぶ高速道路がシャヴニクを通って居り、現在、この道路が他の自治体との唯一の連絡手段となっている。

## 出身者
- ラドヴァン・カラジッチ - 政治家